# Mas del Carbo
El mas del Carbo o el Carbo és una pedania del terme municipal de Vilafermosa, a la comarca de l'Alt Millars, País Valencià.
L'indret es compon d'un seguit de masies disseminades situades a l'extrem nord del terme, a tocar de la província de Terol i a uns deu quilòmetres en del nucli municipal. L'any 2014 tenia 12 habitants.